# Aleksandr Nikitin
Aleksandr Nikitin (ur. 30 listopada 1971 w Skrundzie, w ZSRR, obecnie Łotwa) – rosyjski aktor, w latach 2005-2009 grający rolę Roberta Donovana w Na dobre i na złe.

## Życiorys
Syn wojskowego, przyszedł na świat w Skrundzie, w zachodniej części Łotwy. Tam uczęszczał przez pięć lat do szkoły podstawowej, a następnie wraz z rodzicami przeprowadził się na Ukrainę. Ukończył szkołę teatralną w Charkowie. Występował w teatrze w Doniecku i przez sześć lat w teatrze im. Łesi Ukrainki w Kijowie. W 2000 roku poprzez Kijowską Agencję Artystyczną otrzymał zaproszenie na próbne zdjęcia do Na dobre i na złe, lecz wtedy zrezygnował z roli chirurga. Do obsady tego polskiego serialu dołączył w 2006 roku i zagrał postać Roberta Donovana (właściwie Donowanowa), Rosjanina z Petersburga, który wyjechał do Australii, męża Meg, biznesmena zajmującego się produkcją reality show w klinice Mariolki.

## Życie prywatne
W 2005 roku rozwiódł się po dziesięciu latach małżeństwa z żoną w Kijowie. Ma syna (ur. 1997). Jest związany z rosyjską aktorką Nadią. Mieszkają w Moskwie.

## Filmografia
- Na dobre i na złe – 2006-2008
- Будет Светлым День – 2013
- Обручальное Кольцо – 2008
- Маршрут Милосердиа – 2010